# Eugeniusz Lityński
Eugeniusz Robert Lityński (ur. 15 października 1892 w Niżniowie, zm. wiosną 1940 w Charkowie) – major piechoty Wojska Polskiego, kawaler Orderu Virtuti Militari, ofiara zbrodni katyńskiej.

## Życiorys
Syn Bronisława i Ludwiki ze Stępkowskich, urodzony 15 października 1892 roku w Niżniowie, pow. tłumackim.

W latach 1913–1918 służył w armii austro-węgierskiej – 2 listopada 1916 roku w walkach na Wyżynie Doberdo dostał się do niewoli włoskiej, gdzie przebywał do 1918 roku. 5 listopada 1918 roku wstąpił, w stopniu podporucznika, do pułku im. Tadeusza Kościuszki – jednostki tworzonej na terenie Włoch z Polaków, którzy przebywali w niewoli. Odbył szkolenie dowódców baonów w Rembertowie. W styczniu 1919 przybył do Francji i w Armii gen. Hallera służył w 5 pułku strzelców polskich (przemianowanym na 47 pułk piechoty), jako dowódca kompanii. Był adiutantem tego pułku, a także adiutantem 21 Dywizji Piechoty oraz szefem Oddziału Operacyjno-Informacyjnego 11 DP. Uczestniczył w wojnie polsko-ukraińskiej oraz wojnie polsko-bolszewickiej. W 1921 roku został uhonorowany Krzyżem Srebrnym Orderu Wojskowego Virtuti Militari. We wniosku o nadanie tego odznaczenia napisano, m.in.:

Po bitwach prawej kolumny 11 DP […] Dowództwo Armii Rezerwowej wstrzymało dalszą akcję oraz zarządziło okopanie się na pozycjach zajmowanych […] Lewa grupa osiągnęła przepisaną jej linię […] Na mocy wspomnianego rozkazu grupa ta miała się cofnąć na pozycję osiągniętą […] i tam się umocnić. Taka sytuacja trwała do godz. 20, w którym to czasie Dowództwo Brygady otrzymało rozkaz posuwania się naprzód, celem osiągnięcia linii przewidzianych […] Wobec tego, iż lewa grupa otrzymała już poprzednio rozkaz wycofania się na pozycję. […] chodziło o jak najszybsze wstrzymanie tej grupy i skierowanie jej na opuszczoną linię […] Posłany w tym celu patrol konny wrócił z powrotem, meldując, iż we wsiach […] otrzymała strzały karabinami i karabinami maszynowymi i przedostać się wobec tego do lewej grupy nie mogła. Czas naglił. Wydałem zatem porucznikowi Lityńskiemu o godz. 21 m. 30, by natychmiast za wszelką cenę przedostał się do linii grupy, wstrzymał odwrót i skierował ją na opuszczoną przez nią pozycję. Porucznik Lityński, nie zważając na meldunek konnej […] z narażeniem własnego życia pod gradem kul karabinów i karabinów maszynowych zdołał przedrzeć się do lewej kolumny, przebywając przestrzeń dzielącą obie kolumny, tj. 22 km w ciągu 2 godzin, wywiązując się z poruczonego mu zadania. Zaznaczam, iż cały czas pomiędzy lewą a prawą kolumną grasowały oddziały bolszewickie, silnie zagrażając lewej kolumnie, o czym por. Libicki złożył meldunek Dowódcy.

Po zakończeniu działań wojennych pozostał w wojsku, został zweryfikowany do stopnia kapitana ze starszeństwem z dniem 1 czerwca 1919 roku. W 1923 roku służył jako oficer w 78 pułku piechoty, a w 1928 roku w 65 Starogardzkim pułku piechoty. W 1930 roku został przeniesiony do 49 pułku piechoty. 2 grudnia 1930 roku został mianowany majorem ze starszeństwem z dniem 1 stycznia 1931 roku i 3. lokatą w korpusie oficerów piechoty. W marcu 1931 roku został wyznaczony na stanowisko dowódcy batalionu.
W czasie kampanii wrześniowej w 1939 roku brał udział w walkach z Niemcami w szeregach 11 Dywizji Piechoty. Był dowódcą I baonu 49 pułku piechoty. W czasie walk dowodzony przez Lityńskiego batalion odznaczył się w nocnych bojach pod Medyką 14 września, w bitwie pod Jaworowem (15–16 września) oraz wyeliminowaniem elitarnego pułku SS Germania. Lityński zyskał miano „specjalisty od działań nocnych”. W czasie obrony Lwowa, 21 września 1939 roku, został ranny. Po zajęciu Lwowa przez wojska sowieckie przedzierał się w kierunku granicy polsko-rumuńskiej, lecz został pojmany przez NKWD w Kołomyi. Przebywał w obozie jenieckim w Starobielsku. Wiosną 1940 roku został zamordowany przez funkcjonariuszy NKWD w Charkowie i pogrzebany potajemnie w bezimiennej mogile zbiorowej w Piatichatkach, gdzie od 17 czerwca 2000 roku mieści się oficjalnie Cmentarz Ofiar Totalitaryzmu w Charkowie. Figuruje na Liście Starobielskiej NKWD, pod poz. 1875.
5 października 2007 roku minister obrony narodowej Aleksander Szczygło mianował go pośmiertnie na stopień podpułkownika. Awans został ogłoszony 9 listopada 2007 roku w Warszawie, w trakcie uroczystości „Katyń Pamiętamy – Uczcijmy Pamięć Bohaterów”.

## Ordery i odznaczenia
- Krzyż Złoty Orderu Wojennego Virtuti Militari nr 124[15]
- Krzyż Srebrny Orderu Wojskowego Virtuti Militari nr 3635 – 1921[4]
- Krzyż Walecznych – dwukrotnie[1]
- Złoty Krzyż Zasługi – 25 maja 1939[16]
- Medal Pamiątkowy za Wojnę 1918–1921[1]
- Medal Dziesięciolecia Odzyskanej Niepodległości[1]
- Srebrna Odznaka Honorowa Ligi Obrony Powietrznej i Przeciwgazowej II stopnia[17]

## Upamiętnienie
13 kwietnia 2016, w ramach akcji „Katyń... pamiętamy” / „Katyń... Ocalić od zapomnienia”, w ogrodzie Pałacu Prezydenckiego został zasadzony Dąb Pamięci poświęconego wszystkim Ofiarom Zbrodni Katyńskiej, certyfikat z numerem 1.